# أحمد كارول
أحمد كارول (بالإنجليزية: Ahmad Carroll)‏ هو منافس ألعاب قوى ولاعب كرة القدم الكندية أمريكي، ولد في 4 أغسطس 1983 في أتلانتا في الولايات المتحدة.

## وصلات خارجية
- أحمد كارول على موقع الاتحاد الدولي لألعاب القوى (الإنجليزية)
- أحمد كارول على موقع مرجع كرة القدم المحترفة.كوم (الإنجليزية)
- أحمد كارول على موقع JustSportsStats.com (الإنجليزية)